# FOX-7
| FOX-7                               | FOX-7                             |
| ----------------------------------- | --------------------------------- |
| 構造式 トリアミノトリニトロベンゼン |                                   |
| IUPAC名                             | 1,1-ジアミノ-2,2-ジニトロエチレン |
| 分子式                              | C2H4N4O4                          |
| 分子量                              | 148.1 g/mol                       |
| CAS登録番号                         | [145250-81-3]                     |
| 融点                                | 238 ℃                             |
| 爆薬としての性質                    |                                   |
| 爆速                                | 8870 m/s, 仮比重 1.885            |
| 爆速                                | 8335 m/s, 仮比重 1.756            |
| 危険性                              |                                   |

FOX-7は、強力な爆薬のひとつ。1998年にスウェーデンの国立研究機関であるFOA（現FOI）によって合成された。
FOXとはFOI Explosiveの略である。
エチレンにアミノ基とニトロ基が2つずつ置換した構造を持つ。アミノ基と対になるニトロ基を持つ構造は非常に安定性が高く、安定度の高い爆薬になると考えられている。
RDXよりもわずかに優れた威力を持つが、当初は製造コストが高く、大量生産が困難であったが、
低コストで大量生産が可能な合成ルートが見つかり、第二世代LOVAガンパウダーとして研究が進められている。

## 合成法
2-メトキシ-2-メチル-4,5-イミダゾリジノンを原料にして作られる。
また、グリコールアルデヒドにアンモニアと酢酸を作用させて2-メチルイミダゾールを合成し
これを混酸によりニトロ化し、2-ジニトロメチル-4，5-ジニトロミダゾールを合成し、加水分解して得る。